# Esgrima als Jocs Olímpics d'estiu de 1928 - sabre individual masculí
La competició de sabre individual masculí va ser una de les set proves del programa d'esgrima que es van disputar als Jocs Olímpics d'Amsterdam de 1928. La prova es va disputar entre el 10 i l'11 d'agost de 1928, amb la participació de 44 tiradors procedents de 17 nacions diferents. Novament es va reduir el límit de participants per nació, de 12 a 8 el 1920, de 8 a 4 el 1924 i de 4 a 3 el 1928.

## Medallistes
| Or                           | Plata                   | Bronze          |
| Ödön von Tersztyánszky (HUN) | Attila Petschauer (HUN) | Bino Bini (ITA) |

## Resultats
Font: Resultats oficials; De Wael

### Quarts de final
Cada sèrie era en el format tots contra tots. Els combats eren a cinc tocs. Els tres millors tiradors de cada grup passaven a les semifinals.

#### Quarts de final A
| Pos. | Tirador           | Nació      | Victòries | Notes |
| ---- | ----------------- | ---------- | --------- | ----- |
| 1    | Edward Brookfield | Regne Unit | N/A       | Q     |
| 1    | Abelardo Castro   | Xile       | N/A       | Q     |
| 1    | Mohamed Charaoui  | Egipte     | N/A       | Q     |

#### Quarts de final B
| Pos. | Tirador         | Nació      | Victòries | Notes |
| ---- | --------------- | ---------- | --------- | ----- |
| 1    | Bino Bini       | Itàlia     | 4         | Q     |
| 2    | Ivan Osiier     | Dinamarca  | 3         | Q     |
| 3    | Raoul Fristeau  | França     | 3         | Q     |
| 4    | Hamad Niazi     | Egipte     | 2         |       |
| 5    | Franjo Fröhlich | Iugoslàvia | 2         |       |
| 6    | Barry Notley    | Regne Unit | 1         |       |

#### Quarts de final C
| Pos. | Tirador                | Nació         | Victòries | Notes |
| ---- | ---------------------- | ------------- | --------- | ----- |
| 1    | Attila Petschauer      | Hongria       | 5         | Q     |
| 2    | Roger Ducret           | França        | 3         | Q     |
| 3    | Jens Berthelsen        | Dinamarca     | 3         | Q     |
| 4    | Guy Harry              | Regne Unit    | 2         |       |
| 5    | Nickolas Muray         | Estats Units  | 1         |       |
| 6    | Henri Wijnoldy-Daniëls | Països Baixos | 1         |       |

#### Quarts de final D
| Pos. | Tirador                 | Nació         | Victòries | Notes |
| ---- | ----------------------- | ------------- | --------- | ----- |
| 1    | Adrianus de Jong        | Països Baixos | 5         | Q     |
| 2    | Heinrich Moos           | Alemanya      | 4         | Q     |
| 3    | Jean Lacroix            | França        | 2         | Q     |
| 4    | Dimitar Vasilev         | Bulgària      | 2         |       |
| 5    | Viggo Stilling-Andersen | Dinamarca     | 2         |       |
| 6    | Nami Yayak              | Turquia       | 0         |       |

#### Quarts de final E
| Pos. | Tirador          | Nació         | Victòries | Notes |
| ---- | ---------------- | ------------- | --------- | ----- |
| 1    | Jan van der Wiel | Països Baixos | 4         | Q     |
| 2    | Henri Brasseur   | Bèlgica       | 2         | Q     |
| 3    | John Huffman     | Estats Units  | 2         | Q     |
| 4    | Isidro González  | Espanya       | 1         |       |
| 5    | Muhuttin Okyavuz | Turquia       | 1         |       |

#### Quarts de final F
| Pos. | Tirador          | Nació    | Victòries | Notes |
| ---- | ---------------- | -------- | --------- | ----- |
| 1    | Sándor Gombos    | Hongria  | 5         | Q     |
| 2    | Arturo De Vecchi | Itàlia   | 4         | Q     |
| 3    | Denis Dolecsko   | Romania  | 2         | Q     |
| 4    | Édouard Yves     | Bèlgica  | 2         |       |
| 5    | Tomás Goyoaga    | Xile     | 2         |       |
| 6    | Asen Lekarski    | Bulgària | 0         |       |

#### Quarts de final G
| Pos. | Tirador              | Nació        | Victòries | Notes |
| ---- | -------------------- | ------------ | --------- | ----- |
| 1    | Erwin Casmir         | Alemanya     | 4         | Q     |
| 2    | Norman Cohn-Armitage | Estats Units | 3         | Q     |
| 3    | Jacques Kesteloot    | Bèlgica      | 2         | Q     |
| 4    | Sigurd Akre-Aas      | Noruega      | 1         |       |
| 5    | Fidel González       | Espanya      | 0         |       |

#### Quarts de final H
| Pos. | Tirador                | Nació    | Victòries | Notes |
| ---- | ---------------------- | -------- | --------- | ----- |
| 1    | Gustavo Marzi          | Itàlia   | 6         | Q     |
| 2    | Ödön von Tersztyánszky | Hongria  | 5         | Q     |
| 3    | Hans Thomson           | Alemanya | 4         | Q     |
| 4    | Mihai Raicu            | Romania  | 2         |       |
| 5    | Efrain Díaz            | Xile     | 2         |       |
| 6    | Juan Jesús García      | Espanya  | 2         |       |
| 7    | Enver Balkan           | Turquia  | 0         |       |

### Semifinals
Cada sèrie era en el format tots contra tots. Els combats eren a cinc tocs. Els quatre millors tiradors de cada grup passaven a la final.

#### Semifinal A
| Pos. | Tirador                | Nació         | Victòries | Notes |
| ---- | ---------------------- | ------------- | --------- | ----- |
| 1    | Bino Bini              | Itàlia        | 7         | Q     |
| 2    | Ödön von Tersztyánszky | Hongria       | 5         | Q     |
| 3    | Jan van der Wiel       | Països Baixos | 5         | Q     |
| 4    | Roger Ducret           | França        | 5         | Q     |
| 5    | Jens Berthelsen        | Dinamarca     | 3         |       |
| 6    | Heinrich Moos          | Alemanya      | 2         |       |
| 7    | Denis Dolecsko         | Romania       | 1         |       |
| 8    | Henri Brasseur         | Bèlgica       | 0         |       |

#### Semifinal B
| Pos. | Tirador           | Nació        | Victòries | Notes |
| ---- | ----------------- | ------------ | --------- | ----- |
| 1    | Attila Petschauer | Hongria      | 6         | Q     |
| 2    | Erwin Casmir      | Alemanya     | 6         | Q     |
| 3    | Arturo De Vecchi  | Itàlia       | 6         | Q     |
| 4    | Jean Lacroix      | França       | 3         | Q     |
| 5    | John Huffman      | Estats Units | 3         |       |
| 6    | Edward Brookfield | Regne Unit   | 2         |       |
| 7    | Mohamed Charaoui  | Egipte       | 1         |       |
| 8    | Abelardo Castro   | Xile         | 1         |       |

#### Semifinal C
| Pos. | Tirador              | Nació         | Victòries | Notes |
| ---- | -------------------- | ------------- | --------- | ----- |
| 1    | Gustavo Marzi        | Itàlia        | 6         | Q     |
| 2    | Hans Thomson         | Alemanya      | 4         | Q     |
| 3    | Sándor Gombos        | Hongria       | 4         | Q     |
| 4    | Adrianus de Jong     | Països Baixos | 4         | Q     |
| 5    | Ivan Osiier          | Dinamarca     | 3         |       |
| 6    | Raoul Fristeau       | França        | 3         |       |
| 7    | Norman Cohn-Armitage | Estats Units  | 2         |       |
| 8    | Jacques Kesteloot    | Bèlgica       | 2         |       |

### Final
The final was a round-robin. Bouts were to five touches. A tie for first-place was broken with a single barrage bout, with von Tersztyánszky defeating Petschauer 5-2.
| Pos. | Tirador                | Nació         | Victòries | Derrotes |
| ---- | ---------------------- | ------------- | --------- | -------- |
| 1    | Ödön von Tersztyánszky | Hongria       | 9         | 2        |
| 2    | Attila Petschauer      | Hongria       | 9         | 2        |
| 3    | Bino Bini              | Itàlia        | 8         | 3        |
| 4    | Gustavo Marzi          | Itàlia        | 8         | 3        |
| 5    | Sándor Gombos          | Hongria       | 8         | 3        |
| 6    | Erwin Casmir           | Alemanya      | 6         | 5        |
| 7    | Arturo De Vecchi       | Itàlia        | 5         | 6        |
| 8    | Roger Ducret           | França        | 5         | 6        |
| 9    | Adrianus de Jong       | Països Baixos | 4         | 7        |
| 10   | Jean Lacroix           | França        | 2         | 9        |
| 11   | Jan van der Wiel       | Països Baixos | 2         | 9        |
| 12   | Hans Thomson           | Alemanya      | 0         | 11       |